# Micoureus paraguayanus
Marmosa paraguayana là một loài động vật có vú trong họ Didelphidae, bộ Didelphimorphia. Loài này được Tate mô tả năm 1931.
Đây là loài bản địa rừng ven biển Atlantic của Brazil, Paraguay và Argentina. Loài này sống ở cả rừng nguyên sinh và thứ sinh, bao gồm các mảnh rừng trong vùng đồng cỏ. Côn trùng là một thành phần chính trong chế độ ăn của loài này. Loài này trước đây được phân công cho chi Micoureus, được làm phân chi của Marmosa vào năm 2009. Mặc dù tình trạng bảo tồn của nó là "ít quan tâm nhất", môi trường sống của nó đang thu hẹp lại thông qua quá trình đô thị hoá và chuyển đổi sang nông nghiệp trong phạm vi của chúng.